# Хронологија усташких злочина 1942.
Независна Држава Хрватска (1941-1945) проглашена је 10. априла 1941. након уласка њемачких окупационих трупа у Загреб. Током прве године постојања НДХ почињени су неки од најмасовнијих злочина усташа над српским, јеврејским и ромским цивилима и комунистима, међу којима је највише било припадника хрватског народа.
Идеологија усташког покрета била је темељена на расистичкој и екстремно националистичкој политици, по узору на фашистичке покрете у Европи, особито оне најутицајније - у Италији и Њемачкој, на основу чега овај покрет убрајамо међу фашистичке покрете. Основна тенденција усташке политике тицала се стварања етнички хомогеног простора у коме неће бити мјеста за припаднике српског, јеврејског и ромског народа, као и за политичке неистомишљенике, особито када је ријеч о комунистима. Оваква политика резултирала је масовним уништавањем српског, јеврејског и ромског становништва, као и свих политичких противника без обзира на етничко поријекло. Оваква пракса била је карактеристична за све дјелове НДХ.
Избијањем партизанског устанка током 1941. у Хрватској и Босни и Херцеговини, смањен је интензитет усташких злочина у појединим регионима на подручју НДХ. Бољом организацијом партизанског покрета и масовнијим приливом бораца омогућен је активнији отпор фашистичким формацијама и стварање слободне територије. Усташе сада морају ангажовати велике снаге како би продрле у српска насеља, док им је током љета 1941. полазило за руком да са мањим снагама похватају велик број становника које би потом ликвидирали. Међутим, у појединим регионима у којима су услови организовања антифашистичке борбе били отежани (Срем, Славонија, градска насеља, итд.) или у регионима који су били изложени офанзивама усташких и њемачких снага (Козара, Кордун, Фрушка гора, итд.) забиљежени су масовни злочини и масовне депортације локалног становништва у логоре, што је подразумјевало изузетно високе људске губитке. Такође, током 1942. запажа се масовније уништавање ромског становништва него претходне године. Ово се односи на колективне депортације ромских заједница у логор Јасеновац. Исто тако, током 1942. учестале су колективне депортације становништва српских села Босанске крајине, Славоније и дијела Баније, као и масовне депортације из других региона, у логор Јасеновац, а настављене су и депортације јеврејског становништва у логоре, као и претходне године.
Поједини региони настањени српским становништвом, пре свега у Босни, били су 1942. поштеђени усташких покоља и масовнијих депортација у логоре захваљујући споразумима о сарадњи са органима НДХ локалних четничких одреда. Ипак, ови споразуми, ако и непосредна сарадња четника са НДХ, омогућили суоружаним формацијама НДХ да се више усредсреде на подручја под контролом партизана, што је резултирало масовних страдањима цивилног становништва и бораца НОВЈ.

## Јануар 1942.
- почетак јануара 1942: Оснивање логора Стара Градишка, као петог подлогора логора Јасеновац.[1] Према поименичном попису жртава КЦЛ Јасеновац, Спомен-подручја Јасеновац, који обухвата истраживања до 31. августа 2007. године, утврђена су имена и подаци за 12.790 особа убијених у усташком логору у Старој Градишки. Овај број није коначан.[2]

- 1-3. јануар 1942: Једна од масовних ликвидација у логору Јасеновац коју је могуће хронолошки лоцирати и структурисати на основу свједочења неколико преживјелих логораша. Према свједочењу више логораша, тих дана је у логору убијено око 262 заточеника српске националности. Међу убијенима налазио се и већи број становника Сарајева, дотјераних у логор 24. децембра, као и одређени број становника Пакраца и околних села, дотјераних у логор 25. децембра 1941. Најодговорнији за овај злочин био је управник логора Вјекослав Макс Лубурић који је одабрао логораше који ће бити убијени.[3]

- 1-6. јануар 1942: Убиство 36 ромских и српских становника села Скакавац, између Карловца и Ласиње. Већина убијених били су Роми. Међу убијенима било је 19 дјеце. Злочин је почињен у два наврата, у вријеме усташко-домобранске офанзиве на слободну територију Кордуна, иако је Скакавац као хрватско село био ван подручја напада. Најприје је 1. јануара у самом селу убијена једна група лица, да би 6. јануара у Домачај лугу покрај Скакавца био извршен злочин над остатком жртава. Публиковани су поименични подаци о страдалима. У Домачај Лугу укупно је 6. јануара 1942. убијено 145 становника кордунашких села.[4]

- 1-10. јануар 1942: Страдање 40 становника Ласињског Сјеничака, села између Карловца и Вргинмоста, у вријеме усташко-домобранске офанзиве. Међу убијенима било је 6 дјеце. Публиковани су поименични подаци о страдалима.[5][6]

- 2-3. јануар 1942: Убиство 18 српских становника села Кирин покрај Вргинмоста. Село је опљачкано и спаљено. Веће страдање становништва осујећено је партизанским отпором и евакуацијом становништва према Петровој гори. Публиковани су поименични подаци о страдалима.[7][8]

- 4-9. јануар 1942: Убиство око 210 заточеника логора Јасеновац - болесника импровизоване логорске болнице, српске и јеврејске националности. Убистава извршена у три наврата: 4, 5 и 8-9. јануара 1942.[9]

- 6. јануар 1942: Убиство 66 становника српског села Сажије покрај Славонске Пожеге. Међу убијенима било је 34 жене и 5 дјеце. Село је у потпуности спаљено. Злочин су починиле усташе из Славонске Пожеге и околних села.[10]

- 6. јануар 1942: Убиство 218 српских и ромских становника сеоских насеља на сјеверном Кордуну, на стратиштима Домачај луг и Липјанско млађе, покрај села Скакавац. Почетком јануара ухапшен је већи број људи, оба пола и свих узраста у селима између Карловца и Вргинмоста. У Требињи је ухапшена 21 особа, у Поповић Брду 45, у околици Скакавца 39, у Липју 42 особе, у Слуњским Моравцима 17, у Банским Моравцима 21, те још неколико десетина људи у околним селима, односно укупно 218 особа. Међу убијенима је било 112 мушкараца и 106 жена, од чега 94 дјеце до 15 година старости. У шуми Домачај луг, километар од сабиралишта у Скакавцу убијено је 145 људи. Издвојене су жртве из села Липје и дијела Скакавца, које су утрпане у камионе и отпремљене у Липје, на друго стратиште, у шуму Липјанско млађе. Ту су погубљене још 73 жртве (Срби из села Липје, њих 42 или 43 и Роми из насеља Пиштац и Главица). Публиковани су поименични подаци о страдалима.[11][12]

- 6. јануар 1942: Припадници 5. и 6. усташке бојне, стационирани у Двору на Уни и Босанском Новом извршиле упад у село Матијевићи, недалеко од Двора. Похватано је 115 становника села и одведено у усташки затвор у Двору. У току хватања убијено је 7, а у Двору још 5 мушкараца и жена. Након 15 дана ухапшеници су депортовани у логоре Јасеновац и Стара Градишка, гдје су већином убијени.[13]

- 6-7. јануар 1942: Покољ над српским становништвом у селима Шиповица и Придворица у Горњем Борчу (микрорегион између Гацка и Калиновика, у горњем току Неретве). Најприје су 6. јануара поклани чланови породице Леро у Шиповици (15 чланова породице), да би сутрадан, 7. јануара, били убијени чланови 15 породица у Придворици (укупно 147 лица). У Придворици су најприје заклани мушкарци, а њихове жене и дјеца су потом живи спаљени. Публиковани су поименични подаци о страдалима. Снажно усташко упориште у Горњем Борчу неутралисале су снаге НОВЈ 17-18. априла 1942, тако да до краја рата на овом простору није било усташког упоришта.[14]

- 6-15. јануар 1942: Страдање 58 становника села Пјешћаница покрај Вргинмоста. Страдали становници убијени су у селу, у току неколико дана јануара 1942, а село је опљачкано и спаљено. Међу убијенима је 11 дјеце. Публиковани су поименични подаци о страдалима.[15][16]

- 10. јануар 1942: Убиство 43 становника села Доња Чемерница, покрај Вргинмоста, у логору Јасеновац. Међу убијенима било је 21 дијете. Током јануара 1942. страдало је укупно 54 становника Доње Чемернице. Село је имало велика страдања и претходне године, када су усташе 3. августа 1941, у глинској цркви убиле 130 мушкараца из овом мјеста. Публиковани су поименични подаци о страдалима.[17][18]

- 10. јануар 1942: Хапшење 2 комуниста и 5 симпатизера НОП-а хрватске националности у селу Шемовац покрај Ђурђевца. Публикована су имена ухапшених лица. Неки од њих су касније спроведени у логоре.[19]

- 13-14. јануар 1942: Убиство око 200 српских мушкараца из села Кометник и сусједног засеока Добрић недалеко од Воћина (котар Подравска Слатина). Починиоци злочина били су усташе из Подравске Слатине и других дијелова Славоније. Овај злочин представља један од првих масовних злочина усташа над цјелокупним становништвом неког сеоског насеља у Славонији. На лицу мјеста, у селу Кометник, убијено је око 28 становника, док су остали становници депортовани ван села. Мушкарци из Кометника и Добрића (174 из првог и 32 из другог села) отјерани су у импровизовани затвор у Воћину, док су жене са дјецом (спомиње се бројка од 190) одведене у Зденце, село између Подравске Слатине и Нашица, гдје су изоловане у привременом логору. У подруму воћинског затвора од недостатка зрака угушило око 25 заточеника, док су остали убијени из пушака 14. јануара 1942. Десетак мушкараца није убијено јер су остављени да покапају мртве. Према подацима Земаљске комисије за утврђивање злочина окупатора и његових помагача утврђена су имена 175 страдалих становника Кометника 13-14. јануара 1942. Овај списак није коначан. Заточене жене са дјецом су након одређеног времена пуштене из привременог логора у Зденцима и враћене су кућама.[20]

- 14. јануар 1942: Покољ у Драксенићу покрај Босанске Дубице. Усташе и припадници Хрватског домобранства 14. јануара 1942, у склопу напада на Доњу Градину и Драксенић, убили су 207 житеља српског села Драксенић, махом жена и дјеце. Усташе су убиле око 130, а домобрани око 70 становника села. Највећи број страдалих је убијен у сеоској православној цркви. Покољ у цркви преживјеле су Анка Павковић и Мара Благојевић које су биле теже рањене хладним оружјем. Публиковани су поименични подаци о страдалима. Током Другог свјетског рата живот је изгубило 896 становника Драксенића.[21][22]

- 14. јануар 1942: Убиство 48 становника села Буковица покрај Вргинмоста. Убиства су извршена у селу и у шуми Гоминац. Међу убијенима било је 15 дјеце. Претходно је 5. јануара убијено 7 становника села, а касније, 20. јануара 1942, у логору Јасеновац убијено је још 18 становника Буковице. Укупно је током јануара 1942. страдало 18 деце из Буковице. Претходне године, 3. августа 1941, у глинској цркви убијено је 85 одраслих мушкараца из села. Публиковани су поименични подаци о страдалима.[23][24]

- 14. јануар 1942: Стријељање 5 комуниста, заточеника усташког затвора у Загребу.[25]

- 17. јануар 1942: Стријељање 20 комуниста и активиста НОП-а, српске и хрватске националности, на Дудику у Вуковару. Стријељана лица потицала су из Бршадина, Негославаца и Борова Насеља. Публиковани су поименични подаци о страдалима.[26]

- 19. јануар 1942: Убиство 3 припадника НОП-а хрватске националности у селу Греда покрај Сиска. Публикована су имена страдалих.[27]

- 20. јануар 1942: Стријељање 14 комуниста, активиста и симпатизера НОПа из Старе Пазове, словачке и српске националности, на Дудику у Вуковару. Ова лица су, уз већи број других становника Старе Пазове, ухапшена 17. новембра 1941. Један број ухапшеника је пуштен. Међу ухапшенима био је и комуниста Јанко Чмелик, касније проглашен за народног хероја, који је стријељан 12. маја 1942. у Сремској Митровици.[28]

- 20. јануар 1942: Једна од масовних ликвидација у логору Јасеновац коју је могуће хронолошки лоцирати и структурисати на основу свједочења неколико преживјелих логораша. Према свједочењу више логораша, тога дана је у логору убијено око 120 заточеника који су се као болесници налазили у импровизованој логорској болници. Најодговорнији за овај злочин био је управник логора Вјекослав Макс Лубурић.[29]

- 20-21. јануар 1942: Убиство 102 становника села Батинова Коса покрај Вргинмоста. Од овог броја страдалих, 20. јануара 1941. у Ратковића Страни у селу Чемерница, убијено је 74 становника Батинове Косе, махом жена и дјеце. Остатак страдалих убијен је у селу Батинова Коса, 21. јануара. Међу жртвама покоља 20-21. јануара, било је 32 дјеце. Село је спаљено. Публиковани су поименични подаци о страдалима.[30][31]

- 20-21. јануар 1942: Страдање српског становништва на подручју Доњег Борча (села у горњем току Неретве: Крушчица, Плочник, Преседовац, Порија, Обрња, на лијевој обали Неретве и Крупац, Дубрава, Трновица, Мекочи, Церова, Растовац и Клиња, на десној обали ријеке). У литератури се спомиње страдање 49 лица (13 стараца, 24 жене и 12 дјеце). Страдање би било веће да није дошло до евакуације становништва у села под партизанском контролом. Сва ова насеља су опљачкана и спаљена.[32]

- 22-30. јануар 1942: Офанзива усташко-домобранских снага и оружништва (жандармерије) НДХ на слободну територију између Костајнице и Петриње на Банији. Овим снагама командовао је пуковник Иван Мрак. Убиства, хапшења, пљачке и паљевине вршене су у сљедећим селима: Свињица, Старо Село, Јабуковац, Млиноге, Јошавица, Комоговина. На основу расположивих података није могуће реконструисати број убијених становника ових села. Већина становника успјела је побјећи на Шамарицу уочи и за вријеме напада.[33] Према подацима НДХ провенијенције у овом раздобљу усташе су опљачкали и попалили Комоговину, Зрилић, Горњу Пастушу, Доњу Пастушу и Раковац, побивши према властитом признању "70-100" жена, дјеце и стараца из тих села.[34]

- 24-30. јануар 1942: Према извјештају усташког Заповједништва војне крајине из Сарајева, у логор Јасеновац је од 24. до 20. јануара 1942. упућено 185 Срба са подручја Вишеграда, Чајнича и Рогатице.[35]

- 25. јануар 1942: Усташе и припадици оружништва (жандармерије) НДХ запалили половину села Обљај (котар Глина) и неколико засеока сусједног села Босанска Бојна. Локално становништво на вријеме се повукло користећи заштиту партизана. Тога дана неутралисана је оружничка постаја у Обљају.[36]

- 25. јануар 1942: У усташки затвор у Загребу спроведена 3 комуниста хрватског поријекла ухваћена у близини Сиска. Двојица су касније спроведена у логор Јасеновац гдје су убијени.[37]

- 29-30. јануар 1942: Покољ над становништвом села Шегестин, Ораовица и Драшковац покрај Двора на Уни, без обзира на старост и пол. Злочин се догодио у селу Шегестин. Покољ су извршили усташе из села Зрин, Дивуша, Унчани и Струга Банска, покрај Двора и припадници усташке бојне под командом пуковника Нарциса Јасзенског. Постоје различити подаци о броју страдалих. Једни извори наводе 189 жртава, а други извори истичу 273 страдала становника ових села, при чему се наводи да је убијено 84 становника Шегестина (38 дјеце, 26 жена и 23 мушкарца), док се за остатак жртава наводи да су потицали из Ораовице и Драшковца. Сва три села су опљачкана и спаљена.[38][39]

## Фебруар 1942.
- 3-4. фебруар 1942: Страдања становништва села Пискавица, између Бања Луке и Приједора. Покољ је извршен у засеоку Милошевићи гдје је убијено 54 становника, без обзира на пол и старост, од којих је 17 спаљено у кући Јована Милошевића. Међу убијенима било је 23 дјеце. Публиковани су поименични подаци о страдалима.[40]

- 7. фебруар 1942: Масовни покољ над српским становништвом у насељима недалеко од Бања Луке: рудник Раковац, Дракулић, Мотике, Шарговац. Најприје је у руднику Раковац убијено 37 рудара српске националности, а потом у селу Дракулић убијено је хладним оружјем и тупим предметима, како се истиче у литератури, око 1.430 локалних Срба, без обзира на старост и пол. Исти поступак почињен је и у оближњим Мотикама, гдје је убијено 672 лица, и Шарговцу, гдје је убијено 114 лица. Укупно је у ова четири насеља убијено око 2.216 лица.[41] Током 1982. публиковани су поименични подаци за 1.038 страдалих становника Дракулића, 54 страдала становника Мотика и 87 страдалих становника Шарговца.[42] Злочин су извршиле усташе из Бања Луке и околних насеља, предвођене фратром Мирославом Филиповићем (Мирославом Мајсторовићем), који је лично учествовао у убијању, док је најодговорнији за организовање злочина био Виктор Гутић, велики жупан и стожерник Усташког стожера Сана и Лука.

- 12. фебруар 1942: Транспорт 17 Јевреја из Загреба у логор Јасеновац. Публикована су имена транспортованих лица.[43]

- средина фебруара 1942: Транспорт 94 лица јеврејске националности, становника града Зенице у логор Јасеновац и логор Стара Градишка. Транспортовани су јеврејске жене, дјеца, старци и мањи број одраслих мушкараца (већина одраслих јеврејских мушкараца из Зенице транспортовани су у логор Јасеновац 20. септембра 1941). Зеничке жене и најмлађа дјеца отпремљени су у логор Стара Градишка, а убрзо потом из Старе Градишке транспортовани су у логор Ђаково, гдје су сви страдали.[44]

- средина фебруара 1942: Транспорт већег броја јеврејских становника Високог у усташке логоре. Транспортовани су јеврејске жене, дјеца и старци. Већина јеврејских мушкараца из Високог транспортована је у логор Јасеновац 30. октобра 1941). Од предратних 199 Јевреја у Високом рат је преживјело само 18 особа. Реално је претпоставити да је фебруара 1942. у логор интернирано нешто више од 100 лица.[45]

## Март 1942.
- 1. март 1942: Хапшење већег броја становника српског села Бенковац покрај Окучана, у котару Нова Градишка.[46]

- 3-4. март 1942: Страдање становништва села Црнаја, западно од Цазина. Злочин су извршили усташе и припадници Муслиманске милиције из села Штурлић. Село је опљачкано и спаљено, дио становништва побијен,а већи дио становништва је избјегао на Кордун. Ово село до тада је било поштеђено већих страдања због спремности локалног становништва да приступи устанку. Према публикованим подацима, село Црнаја је током 1942. имало 77 жртава фашистичког терора. Знатан број од ових 77 страдао је почетком марта 1942. Село је укупно имало 161 жртву фашистичког терора током рата.[47]

- 4. март 1942: Напад усташко-домобранских снага (4. посадни усташко-домобрански здруг под командом пуковника Ивана Мрака) на село Драготина, источно од Глине. Према изворима партизанске провенијенције тога дана у Драготини убијено је око 50 становника.[48]

- средина марта 1942: Колективна депортација ромског становништва из околине Вировитице у логор Јасеновац, без обзира на старост и пол. Из насеља Љешчаре одведено је око 140, а из Шпишић Буковице око 40 особа. Нико од њих није преживио рат.[49]

- 21-22. март 1942: Убиство 72 становника села Комесарац покрај Цетинграда (котар Слуњ). Међу убијенима било је 41 дијете. Злочин је спроведен на неколико локација у селу и околини. Публиковани су поименични подаци о страдалима.[50]

- 23. март 1942: Убиство 40 становника села Брезовац, недалеко од Раковице (котар Слуњ). Већина становника заклана је у Брезовцу,а један дио је убијен у Фурјану. Међу убијенима било је 14 дјеце. Село Брезовац је током Другог свјетског рата имало 69 жртава фашистичког терора, при чему су усташе побиле већину страдалих. Публиковани су поименични подаци о страдалима.[51]

- 23. март 1942: Убиство 52 српска становника села Фурјан покрај Слуња. Злочин се догодио у селу Фурјан. Међу убијенима било је 23 дјеце. Село Фурјан имало је укупно 122 жртве фашистичког терора, при чему су већину жртава убиле усташе. Публиковани су поименични подаци о страдалима.[52]

- 23. март 1942: Убиство комунисткиње Наде Димић у логору Стара Градишка. Нада Димић је касније проглашена за народног хероја. Ухапшена је 4. децембра 1941. Мучена је у усташком затвору и логору.[53]

- 23. март 1942: Једна од масовних ликвидација у логору Јасеновац коју је могуће хронолошки лоцирати и структурисати на основу свједочења неколико преживјелих логораша. Према свједочењу више логораша, тога дана је у логору убијено 50-60 заточеника који су се као болесници налазили у импровизованој логорској болници. Најодговорнији за овај злочин био је управник логора Вјекослав Макс Лубурић.[29] Други извор наводи да се злочин догодио 18. марта 1942. и да је тада убијено 20 болесника из логорске болнице.[54]

- 25. март 1942: Убиство 13 становника села Комић покрај Удбине. Публиковани су поименични подаци о страдалима. Крајем године, 14. децембра 1942, у Комићу је убијено 26 локалних становника, без обзира на старост и пол. Претходне године, 1. августа 1941, убијено је 19 сеоских мушкараца.[55]

- 28. март 1942: У логор Јасеновац и у логор Стара Градишка упућено преко 100 Јевреја из Травника, свих узраста и оба пола. Публиковани су поименични подаци о 86 депортованих травничких Јевреја, при чему њихова дјеца у усташком документу нису поименице наведена.[56]

## Април 1942.
- почетак априла 1942: Убиство 20 комуниста хрватског поријекла у логору Стара Градишка. Комунисти су заточени у једну ћелију и убијени су глађу и жеђу. Злочином је управљао Вјекослав Макс Лубурић, који је тада боравио у Старој Градишки. Публиковани су поименични подаци о страдалима.[57]

- 2-3. април 1942: У селу Стаза покрај Костајнице оружнииштво (жандармерија) НДХ ухапсила 8 мушкараца српске националности под сумњом да помажу НОП. У извору се не наводи даља судбина ових људи.[58]

- 3. април 1942: Убиство 93 становника села Бегово Брдо, покрај Цетинграда, у котару Слуњ. Међу убијенима било је 39 дјеце. Злочин над локалним становништвом почињен је у самом селу и на локалитету Латићке код села Батноге. Публиковани су поименични подаци о страдалима.[59] Према подацима историчара Ђуре Затезала усташе из Павелићеве тјелесне бојне под командом Анте Мошкова, убиле су 3. априла 1942. 121 становника Беговог Брда и неколико околних села, при чему је највећи број страдалих био из Беговог Брда. "Њих 73 су поклале усташе у шуми Латићкима код села Батноге ископавши под батинама злочинаца сами себи масовну гробницу. Истога дана хватали су српске сељаке код њихових кућа, на њивама и побили их 48." У злочину су саучествовали и усташе са подручја Цетинграда и Слуња. Позната су имена појединих починилаца злочина.[60] Село је поново страдало 26. априла 1942. када су усташе убиле 22 локална становника. Бегово Брдо је имало укупно 134 жртве фашистичког терора и 8 паких бораца.

- 3. април 1942: Убиство 9 становника села Полојски Варош, покрај Цетинграда, у котару Слуњ. Један дио жртава убијен је на локалитету Латићке код Батноге. Село је имало укупно 38 жртава фашистичког терора током рата. Публиковани су подаци о страдалима.[61]

- 3. април 1942: Убиство 15 српских становника села Горња Жрвница, покрај Цетинграда, у котару Слуњ. Већина убијених били су жене и дјеца. Међу убијенима било је 5 дјеце. Злочин је почињен у селу Горња Жрвница. Публиковани су поименични подаци о страдалима.[62]

- 3-4. април 1942: Убиство 16 становника села Самаревци покрај Цетинграда, у котару Слуњ. Међу убијенима било је 10 дјеце. Злочин над локалним становништвом почињен је у самом селу. Село је имало укупно 28 жртава фашистичког терора током рата. Публиковани су поименични подаци о страдалима.[63]

- 3-10. април 1942: Убиство 11 становника села Кутања покрај Вељуна у шуми Отмић. Публиковани су подаци о страдалима. Село Кутања имало је 21 жртву фашистичког терора, при чему су већину убиле усташе.[64]

- 5. април 1942: Убиство 52 српска становника села Снос покрај Вељуна. Међу убијенима било је 19 дјеце. Већина жртава убијена је у селу Снос, а мањи дио у околини. Недуго потом, 10. априла, убијено је још 6 становника села Снос, претежно у оближњем селу Рабиња. Снос је током рата имао 85 жртава фашистичког терора, при чему су већину жртава убиле усташе. Публиковани су поименични подаци о страдалима.[65]

- 10. април 1942: Страдање 220 становника српског села Катиновац покрај Топуског, претежно жена и дјеце, у вријеме усташко-домобранске офанзиве на Петрову гору. Жртве су на превару похватане, као учесници збјега, од стране усташа и домобрана и потом убијене у селу од стране усташа. Највећи број жртава убијен је колективним спаљивањем. Публиковани су поименични подаци о страдалима. Село Катиновац је током Другог свјетског рата имало 411 жртава фашистичког терора и 50 погинулих партизанских бораца, док је 58 становника умрло од тифуса.[66]

- 10-11. април 1942: Страдање 13 српских становника села Пашин Поток покрај Цетинграда, у котару Слуњ. Село је имало укупно 83 жртве фашистичког терора. Током 1942. у логору Стара Градишка страдао је 21 становник Пашиног Потока. Публиковани су поименични подаци о страдалима.[67]

- 14-15. април 1942: Колективна депортација становника српског села Млака покрај Јасеновца, без обзира на старост и пол, у логор Јасеновац. У ноћи 13-14. априла 1942. похапшено је готово цјелокупно становништво села, најмање око 1.100 људи. Хапшење је избјегло само 18 становника који су успјели да се сакрију. Исте вечери у селу су убијена 24 мушкараца. Недуго након депортације у Јасеновац, становници Млаке су спроведени у логор у Старој Градишки, гдје је извршена њихова селекција. Они који су били способни за рад депортовани су у њемачке логоре. Мушкарци су 2. маја 1942. депортовани у Прихватни логор Земун (Старо сајмиште). Потом су у септембру 1942. пребачени у оближњи Логор Организације Тот на Ушћу, да би у октобру Дунавом били депортовани у Немачку, а затим у Норвешку, гдје је већина умрла или убијена. Дио радно способних жена је такође спроведен у њемачке логоре. Остатак становништва: жене, дјеца и радно неспособни мушкарци убијени су у логору Јасеновац. Публиковани су поименични подаци за за 933 страдала становника Млаке у Другом свјетском рату. Од овог броја 286 су дјеца млађа од 14 година. Реално је претпоставити да ово није коначан број жртава. Од 161 становника Млаке интернираних у нацистичке логоре у Норвешкој, у овим логорима страдало је 117 лица. Неколико дана прије депортације Млачана у логоре становници сусједног српског села Јабланац Јасеновачки избјегли су преко Саве на слободну територију под контролом партизана.[68]

- 15. април 1942: Депортоваје 56 мушкараца из усташког затвора у Бања Луци у логор Јасеновац. Ова лица потицала су из сеоских насеља са подручја Бања Луке, Мањаче, Лијевча поља и Прњавора (села: Обровац, Кокори, Љубачево, Добрња, Слатина, Романовци, Бранишевци, Крупа на Врбасу, Скакавци, Брезичани).[69]

- средина априла 1942: Хапшење око 250 становника Сарајева. Према свједочењу преживјелог ухапшеника, од овог броја 2/3 су били лица српске, а остатак хрватске и бошњачке националности. Од око 250 ухапшеника, око 180 је убрзо транспортовано у логор Јасеновац, одакле је око 150 ухапшеника 17. маја 1942. транспортована у Прихватни логор Земун на Старом сајмишту.[70]

- средина априла 1942: Колективна депортација ромског становништва из Турановца и Дугог Села (котар Вировитица) у логор Јасеновац. Постојећи подаци говоре о депортацији 44 лица. Сви су страдали у логору.[49]

- средина априла 1942: Спровођење у логор Јасеновац 14 становника села Чечавац покрај Славонске Пожеге. Сви су страдали у логору. Публиковани су поименични подаци о страдалима.[71]

- средина априла 1942: Спровођење треће групе Јевреја из Зенице у логор Јасеновац. У овој групи налазило се 16 мушкараца, жена и дјеце. Сви су страдали у логору. Прва група зеничких Јевреја транспортована је у логор септембра 1941, а друга група априла 1942.[44]

- 16. април 1942: Хапшење 24 лица бошњачке и 10 лица српске националности у Високом, "због помагања партизанима". Ухапшеници су транспортовани у усташки затвор у Сарајеву, а одатле, 10. маја 1942, дијелом у логор Јасеновац.[72]

- 18. април 1942: Страдање становника села Црни Поток покрај Топуског. Тога дана усташе су на превару похватале 64 жена и дјеце из Црног Потога, у збјегу на Петровој гори. Од 64 жртве 18 је спаљено. Током и након усташке офанзиве на Петрову гору страдало је 112 становника Црног потока. Током Другог свјетског рата село је имало укупно 376 убијених, погинулих и лица умрлих од тифуса, међу којима је 58 палих бораца. Публиковани су подаци о страдалима.[73]

- 18. април 1942: Масовна хапшења ромских становника на подручју Босиљева покрај Дуге Ресе. Ухапшено је 7 становника села Босиљевски Поток, 11 становника села Оток на Добри, 7 становника села Јохи, 6 становника села Подребар, 3 становника села Радочаји, 7 становника села Скоблић Брдо, 5 становника села Скукани, 7 становника села Томашићи, 11 становника села Варош Босиљевска. Ухапшена лица су спроведена у логор Јасеновац гдје су убијени 8. јуна 1942.[74]

- 23. април - 3. мај 1942: Према подацима Усташке надзорне службе од 23. априла до 3. маја 1942. у котару Лудбрег ухваћено је 11 комуниста, а 1 је убијен, у котару Вараждин ухваћено је 7 комуниста, а 5 је убијено, у котару Копривница ухваћено је 5 комуниста, а 3 су убијена.[75] Убиства и хапшења комуниста на подручју котара Вараждин одиграла су се у селу Јалковец.

- 25. април 1942: Хапшење 4 лица хрватске националности у селу Ладешић Драга покрај Дуге Ресе. Ухапшена лица су спроведена у логор Стара Градишка гдје су убијени.[76]

- 26. април 1942: Убиство 22 становника села Бегово Брдо, покрај Цетинграда, у котару Слуњ. Публиковани су поименични подаци о страдалима. Претходно, 3. априла 1942, усташе су убиле 91 становника Беговог Брда.[77]

- 29. април 1942: У селу Јалковец покрај Вараждина од стране оружништва (жандармерије) НДХ убијено 5 комуниста, а 6 их је заробљено. Међу убијенима били су Флоријан Бобић и Марија Видовић, касније проглашени за народне хероје. Сва ова лица била су хрватске националности.[78]

## Мај 1942.
- 1. мај 1942: У мјесту Иванец и околним селима у Хрватском загорју припадници Усташке докнадне бојне убиле једног комунисту, раниле другог комунисту и ухапсили 13 лица за које се наводи да су "познати комунисти". Сва лица су хрватске националности, сем једног лица. У извору није наведена даља судбина ових особа.[79]

- 3-5. мај 1942: Убиство 16 српских мушкараца у селу Рабиња покрај Вељуна. Публиковани су поименични подаци о страдалима.[80]

- 5. мај 1942: Масовна хапшења ромског становништва на подручју Дуге Ресе. Тога дана усташе су ухапсиле 15 ромских становника Царевог Села покрај Бариловића (међу ухапшенима је било 6 дјеце, 5 жена и 4 одрасла мушкарца), 4 ромска становника Коранског Брега и 40 становника Мрежничког Брига. Сви су побијени у логору Јасеновац током 1942. Публикована су имена страдалих[81]

- 6. мај 1942: Страдање Јевреја града Власенице. Злочин је извршила усташка Црна легија на локалитету Ружина Вода, између Власенице и Хан Пијеска. У доступној литератури не наводи се број убијених власеничких Јевреја у овим околностима.[82]

- 6-8. мај 1942: Хапшење комуниста и наоружаних "војних бјегунаца" у селу Познановец покрај Златара у Хрватском загорју. Ухапшено је 18 лица, а једно лице, за кога се наводи да је "војни бјегунац", је убијено. Међу ухапшенима 15 су били становници Познановца, а 3 Горње Бедековчине. Сви су били хрватске националности. Хапшење и убиство извршили су припадници оружништва (жандармерије) НДХ. Ухапшеници су спроведени у усташки затвор у Загребу. У извору није наведена даља судбина ових лица.[83]

- 8. мај 1942: Колективна депортација српског становништва мјеста Јасеновац и Уштица у логор Јасеновац. Приликом хапшења убијено је неколико лица. Ухапшено је више стотина лица. Према свједочењима преживјелих, сутрадан, 9. маја, похапшене жене и дјеца из јасеновачког логора депортовани су у логор Стара Градишка. Из Прихватног логора на Старом сајмишту, 27. маја 1942. ослобођено је 19 заточених становника Јасеновца и Уштице, који су претходно транспортовани у овај логор из логора Јасеновац.[84] Већина похапшених је страдала у усташким логорима, док је одређен број радно способних мушкараца и жена транспортован у њемачке логоре. Током Другог свјетског рата страдало је 367 становника мјеста Јасеновац као жртве фашистичког терора.[85]

- 8. мај 1942: Хапшење 32 ромска становника села Понорац покрај Дуге Ресе. Ухапшеници су транспортовани у логор Јасеновац гдје су убијени. Публиковани су поименични подаци о страдалима.[86]

- 9. мај 1942: Хапшење познатог хрватског љевичара, Миховила Павлека Мишкине у селу Ђелековец покрај Копривнице.[87] Миишкина је већ сутрадан спроведен у усташки логор. Убијен је највјероватније јула 1942, али остаје непознаница да ли се то догодило у логору Стара Градишка или у логору Јасеновац. Мишкина је био хапшен и претходне 1941. године.

- 10. мај 1942: Убиство 27 становника села Пољани смјештеног недалеко од Топсуког. Жртве су убијене на Петровој гори, у збјегу. Публиковани су поименични подаци о страдалима.[88]

- 10. мај 1942: Убиство 17 становника српског села Удбиња покрај Скакавца, на Кордуну, на стратишту Домачај луг, недалеко од Скакавца.[12]

- 11. мај 1942: Убиство 111 мјештана села Пецка, смјештеног између Вргинмоста и Велике Кладуше, на Кордуну. Злочин се догодио на Петровој гори у вријеме усташко-домобранске офанзиве. Већина убијених били су жене и дјеца. Претходно, 3. августа 1941, усташе су убиле 56, а 13-17. септембра 1941. још 43 становника. Село је имало укупно 333 страдалих током рата, од чега 289 жртава фашистичког терора. Публиковани су поименични подаци о страдалима.[89]

- 12. мај 1942: Убиство 33 становника села Маличка, покрај Вргинмоста, на Кордуну. Злочин се догодио на Петровој гори у вријеме усташко-домобранске офанзиве. Већина убијених били су жене и дјеца. Село је имало укупно 87 жртава фашистичког терора током рата. Публиковани су поименични подаци о страдалима.[90]

- 12. мај 1942: Убиство 215 становника села Перна, покрај Вргинмоста, на Кордуну. Злочин се догодио на Петровој гори у вријеме усташко-домобранске офанзиве. Већина убијених били су жене и дјеца. Село је имало укупно 388 жртава фашистичког терора током рата, од чега 170 дјеце. Ако урачунамо погинуле партизанске борце и умрле од тифуса у збјегу, онда је село имало 572 страдалих становника. Публиковани су поименични подаци о страдалима.[91]

- 14-15. мај 1942: Депортација у логор Јасеновац и логор Стара Градишка око 1.800 претежно жена, дјеце и стараца, из збјега на Петровој гори, који су се почев од 14. маја 1942. предали усташама. Већина ових људи није преживјела рат. Из села Војишница је у логорима НДХ и на разним стратиштима након 14. маја 1942. страдало је 121 лице, од чега 66 дјеце.[92] Према свједочењу 19 преживјелих заточеника логора Јасеновац са подручја котара Војнић могуће је хронолошки лоцирати депортацију ухваћених становника Кордуна у логоре. Један дио радно способних мушкараца и жена транспортован је од 19. маја 1942. у њемачке логоре, укључујући Прихватни логор Земун, али и логоре у Њемачкој и Норвешкој, гдје су многи убијени или умрли. Мањи број логораша (19 поменутих свједока) ослобођен је крајем маја 1942. из Прихватног логора Земун и спроведен је у Србију.[93]

- средина маја 1942: "Прије рата у Зворнику је било око 118 јеврејских душа. У мају 1942. тадашњи командант мјеста Љубомир Вујина, усташки натпоручник, родом из Сарајева, са осталим усташама похватао је све Јевреје Зворника, одвео их у Шабац и предао Нијемцима, који су их одвели у логор Бањицу."[94]

- 17. мај 1942: Депортација 770 становника села Кињачка, Бестрма и Блињски Кут у логор Јасеновац. Села се налазе на Банији, између Суње и Сиска. Овај број произилази из извјештаја 1. домобранског збора Главном стожеру Министарства домобранства НДХ, у коме се истиче да је међу депортирцима било 210 мушкараца и 560 жена и дјеце. Из извјештаја се може наслутити да су депортацију изврршили припадници Хрватског домобранства. Села су опљачкана.[95]

- 19-20. мај 1942: Колективно хапшење српских становника села Бодеграје и Лађевци покрај Окучана у котару Нова Градишка. Током рата усташе су у логоре одвели 100 становника Лађеваца и 133 становника Бодеграја. Од овог броја поименице је познато 98 становника Лађевца и 98 становника Бодеграја који су страдали у логорима Јасеновац и Стара Градишка. Познати су подаци за становнике појединих насеља који су страдали у овим околностима. [96]

- 20. мај 1942: Колективно хапшење српских становника села Рађеновци, Рајичићи и Милисавци (котар Новска) и Алавуке (котар Пакрац). Похапшени становници ових српских села депортовани су у логор Стара Градишка (на путу до Градишке убијено је седам мјештана Милисаваца), гдје су неки убијени, да би потом једним дијелом били депортовани у логор Јасеновац, гдје ће такође знатно страдати. Један дио сељана је прошао и кроз њемачке логоре. Током рата страдало је 97 становника Милисаваца, 211 становника Рајичића и 209 становника Рађеноваца.[97]

- 20. мај 1942: Стријељање 2 припадника НОП-а у Загребу.[98]

- 28. мај 1942: Према допису усташког редарства из Загреба управи логора Јасеновац, из околине Загреба у логор је депортовано 69 ромских мушкараца и младића. У документу су наведени поименични подаци о депортирцима. У документу се не спомињу жене и дјеца ових лица иако постоји велика вјероватноћа да су припадници усташког редарства извршили колективну депортацију ромских породица у логор, што је била пракса коју су упражњавали нарочито 1942.[99]

- 28. мај 1942: Хапшење 6 ромских становника села Јаковци Нетретићки, 8 ромских становника села Коленовац, 11 ромских становника села Ладешић Драга, 4 ромска становника села Велики Модруш Поток покрај Дуге Ресе. Ухапшеници су депортовани у логор Јасеновац гдје су побијени. Публиковани су поименични подаци о страдалима.[100]

- крај маја 1942: Крајем априла 1942. започела је изградња сабирног логора за Јевреје у Осијеку, по налогу Усташке надзорне службе. Логор је познат под називом Логор Тење и налазио се између Осијека и оближњег мјеста Тење. Први осијечки Јевреји изоловани су у логору крајем маја 1942. (претходно, у љето 1941, око 500 осијечких јеврејских мушкараца транспортовано је за Лику и побијено је у логору Јадовно). Почетком јула у логору је боравило око 2000 осјечких Јевреја и око 500 Јевреја из из Доњег Михољца, Валпова, Подравске Слатине и Вировитице. Јевреји из околних градова спроводе се у логор од средине јуна. Логор су објезбјеђивали припадници осјечке усташке припремне бојне. Један дио осијечких Јевреја изолован је на још двије локације у граду. Први транспорт логораша за Аусцхwитз кренуо је 15. августа око 1.000 логораша, претежно дјеце), а други транспорт је кренуо 22. августа (остатак логораша, око 1.800 лица). Рат је преживело свега неколико депортираца.[101] Један дио логораша сабирног логора у Тењи (претежно старија, болесна и изнемогла лица, неспособна за рад) убијен је у логору Јасеновац, августа 1942.[102]

## Јун 1942.
- почетак јуна 1942: Хапшење око 400 Рома из Земуна и околине и њихова депортација у логор Јасеновац. Хапшење су извршили припадници Хрватског домобранства.[103]

- почетак јуна 1942: Са подручја котара Жупања у логор Јасеновац, како се истиче у извјештају усташког редарства из Жупање, упућено "преко 2000" Рома (или "83 вагона" Рома). Извјештај потиче из 5. јуна 1942, што значи да се депортација одвијала почетком јуна. У извјештају се помињу похапшени Роми из села Врбања, Бошњаци и Дреновци и наводи се да је у сеоској општини Врбања "од 500 Цигана умакао само један, а у Бошњацима од 418 Цигана, умакао је такођер само један Циганин", као и податак да су у Дреновцима похапшени сви ромски становници, без навођења броја ухапшених.[104] У јасеновачком логору истријебљене су читаве ромске заједнице из села са подручја котара Жупања.

- 2. јун 1942: Убиство 118 српских цивила у селу Горње Примишље (котар Слуњ), претежно жена и дјеце. Многе жртве су спаљење. Злочин је извршен у селу Горње Примишље. Међу убијенима било је 34 дјеце. Као жртве фашистичког терора током рата страдало је 226 становника Горњег Примишља, при чему је већина жртава убијена од стране усташа. Публиковани су поименични подаци о страдалом становништву.[105]

- 2. јун 1942: Убиство 133 српска становника у селу Тоболић (котар Слуњ), претежно жена и дјеце. Злочин је извршен у селу Тоболић. Међу убијенима било је 51 дијете. У Тоболићу је 2. јуна 1942. убијено и 10 становника села Тржић. Као жртве фашистичког терора током рата страдало је 192 становника Горњег Примишља, при чему је већина жртава убијена од стране усташа. Публиковани су поименични подаци о страдалом становништву.[106]

- 6-7. јун 1942: Транспорт 24 лица из Бања Луке у логор Јасеновац. Међу ухапшеницима било је 15 лица бошњачке, 6 српске и 4 хрватске националности. Публиковани су поименични подаци о ухапшеним лицима.[107]

- 8. јун 1942: У селу Шарампово покрај Чазме ухваћена 3 партизана без оружја и 8 "сељака јатака" од стране оружништва (жандармерије) НДХ. У извору се не наводи даља судбина ових људи.[108]

- 9. јун 1942: У селу Нарта покрај Бјеловара убијена 3 становника од стране оружништва (жандармерије) НДХ, због цртања комунистичких симбола на локалној цркви.[108]

- 9-10. јун 1942: Хапшење 36 ромских становника села Шекетино Брдо, 13 ромских становника села Доње Прилишће, 12 ромских становника села Доње Стативепокрај Дуге Ресе. Сви су депортовани у логор Јасеновац гдје су убијени.

- 9-15. јун 1942: Усташе из села Зрин (котар Двор на Уни), током усташко-домобранске и немачке офанзиве на слободну територију Баније, извршили су упаде у околна српска насеља: Рогуље, Шегестин, Горња Ораовица, Доња Ораовица, Шаканлије, Шамаричка Драга, Шамарички Брђани, Швракарица, Грабовица, Горичка. У овим селима убијена су укупно 23 становника који се нису успјели повући у збјег на Шамарици.[109]

- 10. јун 1942: У селу Гаково покрај Грубишног Поља убијена 2 становника од стране оружништва (жандармерије) НДХ, "ради сумње комунизма".[108]

- 12. јун 1942: У Загребу стријељано 12 комуниста, међу којима је 11 било хрватске, а 1 српске националности. Публикована су имена страдалих.[110]

- 13. јун 1942: Хапшење 22 лица ромске националности у селу Бијела Стијена између Окучана и Пакраца. Хапшење је извршила усташка бојна Макса Лубурића. Ухапшене су читаве породице које су потом депортоване у логор Јасеновац, гдје су сви убијени.[111]

- 15. јун - 5. јул 1942: У првој половини јуна 1942. започето је расформирање логора Ђаково. Први транспорт заточеника упућен у логор Јасеновац 15. јуна 1942, а посљедњи 5. јула 1942. Процјењује се да је у транспортима било око 2.800 Јеврејски са дјецом и око 280 Српкиња са дјецом. Како се истиче у литератури, "непосредно по доласку у Јасеновац сви су побијени".[112]

- 15. јун 1942: Ликвидација 32 особе српске националности у Двору на Уни. Ријеч је о лицима ухваћеним на подручју котара Двор на Уни у току усташко-домобранске и њемачке офанзиве на слободну територију Баније, 9-15. јуна 1942.[113]

- 15. јун 1942: Припадници НДХ оружништва из Трнова спровели у усташки затвор у Сарајеву 35 припадника НОВЈ и НОП-а које су ухватили Италијани у околини Калиновика. У документу се не наводи даља судбина ових лица.[114]

- средина јуна 1942: Колективна депортација ромских становника из појединих насеља котара Вировитица у логор Јасеновац. Из Сухопоља је депортовано око 100 особа, из Борове 15, из Пчелића 30, из Пепелана 20, из Градине 18, из Бачевца 36, из Детковца 150, из Пивнице 22, из Цабуне 56, из Трнаве 8, из Буданице 41, из Жубрице 16, из Наудовца 21, из Орешца 20, из Јасика и из Новог Гаћишта 13, из Будаковца 88, из Гаћишта 31. Сви су страдали у логору. Према подацима Спомен подручја Јасеновац и подацима из научне литературе, поименичан број страдалих Рома у логору Јасеновац са подручја котара Вировитица износи 675 особа. Ово није коначан број.[115]

- 18. јун 1942: Хапшење 14 ромских становника села Мрачин, 26 ромских становника села Скупица, 23 ромска становника села Заградци, 5 ромских становника села Вукова Горица покрај Дуге Ресе. Ухапшеници су спроведени у логор Јасеновац гдје су сви убијени током 1942. Публикована су имена страдалих.[116]

- крај јуна 1942: Према подацима усташког редарства из Бања Луке, са подручја између Приједора и Бања Луке, у другој половини јула 1942. у усташке логоре депортовано је 147 лица српске и бошњачке националности. Бошњаци: 42 из Камичана, 19 из Кевљана, 6 из Козарца. Српски депортирци (укупно: 80) потицали су из села: Ламовита, Верићи, Омарска, Бабићи, Ивањска, Бистрица, Балте.[117]

## Јул 1942.
- 4-5. јул 1942: Убиство 40 партизанских рањеника под Просијом на Козари, у вријеме фашистичке офанзиве на слободну територију Козаре. Злочин су починили припадници оружаних снага НДХ из 3. горског здруга под командом пуковника Мате Рупчића. Ово није једини примјер злочина оружаних снага НДХ у данима фашистичке офанзиве на Козару. Њемачке и усташке снаге су такође одговорне за масакрирање неколико десетина рањеника на подручју Широке Луке на Козари. У злочину над рањеницима на подручју Југовића Брда и Мљечанице, учествовали су припадници усташко-домобранске бојне "Шимић", под командом потпуковника Рудолфа Шимића и бојне "Шнур" под командом потпуковника Ивана Шнура.[118]

- 5-15. јул 1942: Њемачке и усташко-домобранске снаге депортовали су у логоре око 68.500 становника котерева Босанска Дубица, Босанска Градишка, Босански Нови, Приједор и Бања Лука, у вријеме офанзиве на слободну територију Козаре. Процјењује се да су губици НОВЈ и цивилног становништва у вријеме офанзиве на Козару износили око 10.000 људи. Већина ухваћених становника Козаре и Поткозарја, депортованих у логоре у љето 1942, није преживјела рат. Међу страдалима највише је било жена и дјеце.[119]

- 12. јул 1942: Оснивање дјечијег логора Јастребарско. Логор је основан према одлуци поглавника Независне Државе Хрватске Анте Павелића. У логору је према подацима Земаљске комисије за утврђивање злочина окупатора и њихових помагача НР Хрватске било заточено 3.336 дјеце, углавном поријеклом са подручја Козаре и Кордуна. Према истим подацима, у логору је до краја октобра 1942. умрло најмање 449 дјеце. Према подацима Драгоја Лукића, у логору је умрло 768 дјеце. Партизани су 28. августа 1942. из логора ослободили неколико стотина дјеце (најчешће се спомиње бројка од 727 ослобођене дјеце). Ослобођена дјеца су потом нашла уточиште на Кордуну. Већина друге дјеце логораша, који због болести и изнемоглости нису могли да напусте подручје Јастребарског и пређу на Кордун, након боравка у логору, још током рата, збринута су у хрватским породицама.[120]

- 12. јул 1942: Депортација 112 лица са подручја Бања Луке у логор Стара Градишка. Публиковани су поименични подаци о депортирцима међу којима је било лица српске, бошњачке и хрватске националности.[121]

- 14. јул 1942: Депортација 17 лица различитих националности из усташког затвора у Бања Луци у логор Јасеновац. Међу депортирцима било је лица бошњачке, српске, словеначке и хрватске националности.[122]

- 15-20. јул 1942: У два наврата, 15. јула и 20. јула 1942, усташе су у Мудрић Селу покрај Слуња убиле су 12 мјештана. Мудрић Село је имало укупно 35 жртава фашистичког терора током рата. Публиковани су поименични подаци о страдалима.[123]

- 18. јул 1942: Убиство 262 становника села Кордунски Љесковац покрај Раковице (котар Слуњ). Већина убијених били су жене и дјеца. Највећи број страдалих мјештана убијен је у Клиси покрај Кордунског Љесковца. Злочин су извршиле усташе са подручја Слуња и Цазинске крајине. Ускоро су услиједила два наредна покоља над становништвом Кордунског Љесковца, најприје 21. јула, а потом 31. јула 1942, када је убијено неколико десетина сељана. Село је током рата имало укупно 420 жртава фашистичког терора, при чему су огромну већину мјештана убиле усташе. Публиковани су поименични подаци о страдалима.[124] Приликом напада усташа на Кордунски Љесковац страдао је и одређени број одбјеглог српског становништва са подручја Цазинске крајине (Црнаја, Рујница, Бугар). Већа страдања спријечена су захваљујући отпору 4. батаљона Другог кордунашког партизанског одреда.[125]

- 18. јул 1942: Убиство 67 становника села Машвина покрај Раковице (котар Слуњ). Већина убијених били су жене и дјеца. Тога дана у Машвини усташе су убиле и већи број становника села Басара и Корански Луг. Село Машвина је током рата имало 86 жртава фашистичког терора. Публиковани су поименични подаци о страдалима.[126]

- 18. јул 1942: Убиство 20 становника села Басара покрај Раковице (котар Слуњ). Злочин се догодио у селима Машвина и Басара. Међу убијенима било је 14 дјеце. Публиковани су поименични подаци о страдалима.[127]

- 18. јул 1942: Убиство 13 становника села Корански Луг покрај Раковице (котар Слуњ). Злочин се догодио у селима Машвина и Басара. Међу убијенима било је четворо дјеце. Публиковани су поименични подаци о страдалима.[128]

- 18-21. јул 1942: Убиство 11 становника села Јамарје покрај Раковице (котар Слуњ). Већина жртава убијена је у селу. Публиковани су поименични подаци о страдалима.[129]

- 18-31. јул 1942: Убиство 101 становника села Нова Кршља покрај Слуња. Већина убијених били су жене и дјеца. Један дио жртава убијен је 18. јула у Новој Кршљи (укупно: 33), други, највећи, дио 23. јула у Раковици (укупно: 48), трећи, најмањи, дио у Оштаријским Становима (укупно: 5), а четврти дио у Садиловцу 31. јула 1942. (укупно: 15), гдје је страдао заједно са становништвом Садиловца. Огромна већина жртава усмрћена је клањем или спаљивањем. Недуго потом, 15. августа 1942, у селу Грабовац убијено је 27 становника Нове Кршље, заједно са многим становницима Грабовца. Нова Кршља је имала 165 жртава фашистичког терора током Другог свјетског рата. Публиковани су поименични подаци о страдалима.[130]

- 21. јул 1942: Убиство 10 становника села Мочила покрај Слуња. Село је током рата имало 60 жртава фашистичког терора. Већину страдалих побиле су усташе. Публиковани су поименични подаци о страдалима.[129]

- 22. јул 1942: Спровођење 111 Јевреја из Вировитице у логор Тење покрај Осијека, одакле су августа 1942. депортовани у логор Аушвиц.[131]

- 24. јул 1942: Усташко редарство из Сарајева упутило 146 "непоћудних особа" у логоре Јасеновац и Стара Градишка. У полицијском извору се не наводи политичка и етничка структура депортираца.[132]

- 25. јул 1942: Хапшење 23 становника села Губер и Коморани, покрај Ливна, од стране ливањских усташа. Међу ухапшенима било је 14 Хрвата и 9 Бошњака (21 мушкарац и 2 жене). Ухапшена лица су дијелом побијена, а дијелом депортована у логоре.[133]

- 26. јул 1942: Хапшење 23 лица српске националности, чланова партизанских породица, у Путинцима покрај Руме, у Срему. Међу ухапшеницима било је 13 жена. Сва лица депортована су у логор Јасеновац. Рат је преживјело 8 ухапшених лица из Путинаца. Публикована су имена страдалих.[134]

- 27. јул 1942: Хапшење 55 мушкараца српске националности, симпатизера НОП-а, у Пећинцима покрај Руме, у Срему. Ова лица су једним дијелом (23 лица) стријељана у Руми 14. августа, а другим дијелом (22 лица) у Сремској Митровици, такође током августа 1942. Публикована су имена страдалих.[135]

- 28. јул 1942: Хапшење 14 мушкараца српске националности у Добринцима покрај Руме, у Срему. Ова лица су стријељана током августа 1942. у Сремској Митровици. Публикована су имена страдалих.[136]

- 28. јул 1942: Депортација 170 лица јеврејске националности из Бања Луке у усташке логоре.[137] Према извору усташког редарства из Бања Луке, овај број био је још већи. У овом извору спомињу се поименице 61 мушкарац и 101 жена јеврејског порекла из Бања Луке који су транспортовани у Јасеновац, али се не помиње број њихове дјеце која су такође транспортована са родитељима у логоре.[138]

- 28-29. јул 1942: Масовна хапшења српског сеоског становништва у селима котара Нова Градишка: Окучани, Бодеграје, Дубовац, Косовац, од стране усташа из логора Стара Градишка. Радно способни мушкараци и жене убрзо након спровођења у логор одвојени су од стране њемачке комисије и транспортовани у њемачке радне логоре. Старије становништво је убијено од стране усташа, док су дјеца изолована у дјечјем логору у Сиску. Позната су имена 80 становника Дубовца и 60 становника Окучана страдалих у усташким логорима. [111]

- 29. јул 1942: Хапшење 6 припадника НОП-а у Новим Карловцима покрај Инђије у Срему. Ускоро је у селу ухапшено 16 лица осумњичених за помагање НОП-у. Ова лица су стрељана током лета 1942. Најодговорнији за хапшења био је Стјепан Блажековић, шеф усташке полиције у Срему. Публиковани су поименични подаци о овим лицима.[139]

- 29. јул 1942: Хапшење симпатизера НОП-а у селу Буђановци покрај Руме, од стране усташа. Тога дана ухапшено је 11 лица (10 мушкараца и једна жена). Претходно, 27. јула, усташе су ухапсили 2 становника овог села. Седморица ухапшених мушкараца су стрељана 6. августа 1942, у близини Руме, а тројица су осуђена на 10 година робије. Почетком августа усташе су у Буђановцима ухапсиле 15 мушкараца и жена. Сви су отјерани у привремени логор у Руми, одакле је једно лице пуштено, а остали су отјерани у логор Јасеновац. Рат је преживјело само 4 ухапшеника.[140]

- 31. јул 1942: Страдање становника српских села из котара Слуњ и Цазинске крајине у селу Садиловац покрај Слуња. Тога дана убијено је 361 становник села Садиловац, као и 15 становника села Нова Кршља покрај Слуња, а такође и 71 становник села Бугар (котар Бихаћ) и 6 становника села Црнаја (котар Цазин). Из Бугара и Црнаје, међу жртвама, било је 45 дјеце. Такође, међу становништвом Садиловца и Нове Кршље, већина убијених били су жене и дјеца. Већина жртава је спаљена од стране усташа у локалној православној цркви. Недуго потом, 15. августа 1942, усташе су убиле 19 становника Садиловца у околним мјестима. Усташе су током рата убиле укупно 385 становника Садиловца. Публиковани су поименични подаци о страдалима.[141][142]

- 31. јул 1942: Обласна команда Гестапоа за Славонију и Срем, уз помоћ немачких војника, извршила је масовно хапшење становника сремског села Јазак покрај Ирига, под изговором да сељаци Јаска помажу партизане. Према постојећим подацима тога дана ухапшено је 154 мушкарца и 11 жена. Публиковани су подаци са именима 45 ухапшених становника Јаска. Ухапшеници су спроведени у привремени логор у Руми гдје су мучени приликом истраге. Након три недјеље око 40 становника Јаска је пуштено из логора, док су остали стријељани током августа 1942. у Сремској Митровици од стране усташа.[143]

## Август 1942.
- почетак августа 1942: Хапшење око 40 Рома из Ирига у Срему, без обзира на пол и старост, од стране усташке полиције. Ухапшеници су спроведени у логор Јасеновац гдје су побијени. Публикована су имена 29 страдалих Рома из Ирига. Овај списак није коначан.[144]

- почетак августа 1942: Хапшење око 96 Рома из Сремских Карловаца, без обзира на пол и старост, од стране усташке полиције. Ухапшеници су спроведени у логор Јасеновац гдје су побијени. Публикована су имена 49 страдалих Рома из Сремских Карловаца. Овај списак није коначан.[145]

- почетак августа 1942: Колективно депортовање Рома из села Моловин, покрај Шида, у логор Јасеновац. Укупно је депортовано 95 особа. Сви су били припадници познате тамбурашке породице Фамилић. Нико од њих није преживио рат.[146]

- почетак августа 1942: Локалне усташе из усташког упоришта у Зрину (котар Двор на Уни), у склопу усташко-домобранске и њемачке офанзиве на слободну партизанску територију Баније, упадају у сусједна српска насеља и хватају локално становништво. У селима Шамарички Брђани, Горичка, Грабовица, Швракарица и Рогуље, хватају 173 становника од којих неке стријељају у Зрину, док је већина депортована у логор Јасеновац.[147]

- почетак августа 1942: Хапшење 29 лица српске националности у селу Здена покрај Санског Моста и једног лица из Санског Моста, под оптужбом да су симпатизери НОПа. Ухаапшене су читаве породице. Већина ухапшеника били су жене и дјеца. Ухапшеници су спроведени у логор Стара Градишка гдје су побијени. Према неким индицијама овај догађај је се догодио након 2. августа. Најодговорнији за хапшење ових лица био је усташа Перо Шимић, инспектор политичког одијељења Заштитног редарства из Бања Луке. Крајем августа у селу Здена ухапшена је група локалних Бошњака под оптужбом да сарађују са партизанима. Ова група је такође транспортована у логор Стара Градишка, одакле су ослобођени 1944, изузев једног лица које је убијено у овом логору. Публиковани су подаци о страдалим становницима овог села.[148]

- 1. август 1942: Масовно хапшење Рома у селу Грабовци покрај Руме, у Срему, од стране Фолксдојчера. Ухапшени су сви Роми у селу који су, потом, спроведени и затворени у Руми. Из непознатих разлога, већина ухапшеника је пуштена. Ипак, један дио ухапшених Рома спроведен је у логор Јасеновац гдје су побијени. Публиковани су подаци о 17 грабовачких Рома убијених у Јасеновцу. Међу њима је било 9 дјеце.[149]

- 2-4. август 1942: Хапшење 75 Јевреја у Санском Мосту, од стране усташа, по наређењу њемачког окупатора, догодило се 2. августа 1942. Ухапшени су сви локални Јевреји (18 породица), укључујући и 2 избјегличке породице из Бихаћа и једну из Дервенте. Ухапшеници су спроведени у логор Стара Градишка гдје су убијени. Публиковани су поименични подаци о ухапшеницима.[150] Постоје индиције да су Јевреји из Санског Моста страдали у Јасеновцу, као и прецизан податак да је депортација отпочела 4. августа 1942. Овај извор је непотпун је спомиње бројку од 60 Јевреја.[151]

- 3. август 1942: Хапшење српских мушкараца у Руми. Претходно је извршено мање хапшење 23. јула 1942. Укупно је у ова два наврата ухапшено 40 лица. Они ће бити стријељани током љета 1942. у Руми и Сремској Митровици. Хапшење је спровео Гестапо, а стријељања усташе.[152]

- 4. август 1942: Страдање становништва српског села Дереза, између Пакраца и Дарувара. Усташе су 4. августа 1942. у селу Велика Дереза убиле 147 становника, од чега 46 дјеце, а у селу Мала Дереза 82 становника, од чега 29 дјеце. Већина убијених бачена је у сеоске бунаре. Истог дана један дио становништва депортован је у усташке логоре. Из Велике Дерезе у логоре је депортовано 172 становника, од чега 78 дјеце. Из овог села у усташких и њемачким логорима страдало је 87 становника. Из Мале Дерезе у логоре је депортовано 125 становника, од чега 55 дјеце. Из овог села у усташким и њемачким логорима страдала су 44 становника.[153][154]

- 5-6. август 1942: Суђење пред усташким преким судом у Винковцима. На смрт је осуђено 12 лица из околине Винковаца и Шида, због помагања НОП-у, међу којима је било 6 лица хрватске националности. Публикована су имена страдалих.[155]

- 6. август 1942: Хапшење 139 српских мушкараца из села Павловци покрај Руме, у Срему, од стране Гестапоа и усташке полиције. Већина ухапшеника стрељана је у Руми и Сремској Митровици током августа и септембра 1942. од стране усташа, а један дио (у литератури се спомиње 21 лице) спроведен је у логор Јасеновац. Публиковани су подаци о 118 страдалих Павловчана.[156]

- 6. август 1942: Убиство 9 српских цивила у селу Липовача покрај Слуња. Публиковани су подаци о страдалима.[157]

- 7. август 1942: Из Сарајева у логор Јасеновац и логор Стара Градишка упућено 70 лица, без навођења структуре.[158]

- 8. август 1942: Хапшење 18 становника села Купиново у Срему. Хапшења су извршена под оптужбом помагања партизанима. Осморица ухапшених стрељана су 25. августа у Вуковару. Публиковани су подаци о ухапшеним лицима.[159]

- 11. август 1942: Масовна депортација српског становништва села Велико Набрђе, западно од Ђакова, у логор Јасеновац. У логору је побијено 389 становника Великог Набрђа.[160]

- 13. август 1942: Масовни злочин у селу Кусоње покрај Пакраца. Тога дана у овом селу усташе су убиле 463 српска становника Кусоња, као и оближњих села Драговић и Чакловац. Међу убијенима био је и један број становника Поткозарја који су присилно насељени у српским селима око Пакраца. Већина убијених били су становници Кусоња, међу којима је био велик број жена и дјеце. Највећи број жртава убијен је колективним спаљивањем у православној цркви у Кусоњама.[161]

- 13-14. август 1942: Масовне хапшење у Сремској Митровици. Ухапшено је око 110 људи различитих националности који су пребачени у Вуковар. Главни организатор хапшења био је шеф усташке полиције у Сремској Митровици, Мата Ципријановић. Из ове групе ухапшеника у Вуковару је издвојено 47 лица који су стрељани 19. августа 1942, приликом масовног стријељања када је ликвидиран већи број ухапшеника из сремских мјеста. Најодговорнији за овај злочин били су Еуген Дидо Кватерник и Виктор Томић.[162]

- 14. август 1942: Стријељање 95 заточеника привременог логора у Руми. Публикован је дјелимичан списак од 90 страдалих. Стрељана лица били су становници Руме и околних села: Павловци (25), Јазак (16), Пећинци (15), Рума (11), Деч (7), Стејановци (4), Лединци (1), Краљевци (1), Ириг (1), Врдник (1), Јарак (1). Злочин је извршен на ободу града. Најодговорнији за овај злочин били су Еуген Дидо Кватерник, Виктор Томић, Еуген Ђурић Томић и Отмар Шилд. Злочин су спровели локални нацисти из редова Фолксдојчера и припадници усташке бојне из Сремске Митровице.[163]

- 15. август 1942: Масовни злочин над српским становништвом котара Слуњ у селу Грабовац. У овом дану у Грабовцу су убијени становници неколико села, укључујући и Грабовац. 15. августа 1942. у Грабовцу убијено је 96 становника села Грабовац, 67 становника села Ириновац, 27 становника села Нова Кршља, 25 становника села Стара Кршља. Злочин се догодио у селу Грабовац. Грабовац је укупно имало 207, Нова Кршља 165, Ириновац 92, а Стара Кршља 76 жртава фашистичког терора, претежно жртава усташких злочина. Публиковани су поименични подаци о страдалима.[164]

- 15. август 1942: Стријељање 18 комуниста и припадника НОП-а у Вуковару. Злочин је извршен на локацији Дудик. Међу стријељанима била су 3 становника Старе Пазове и 15 становника Нових Карловаца. Најодговорнији за спровођење злочина били су Виктор Томић и Стјепан Блажековић. Публикована су имена страдалих.[165]

- 16. август 1942: Убиство око 1.368 људи у селу Слобоштина покрај Славонске Пожеге. Већина убијених били су становници Поткозарја који су у љето 1942. депортовани у усташке логоре, потом дијелом у српска села у Славонији. Међу убијенима био је велик број жена и дјеце. У литератури се наводи да је међу убијенима било 1.165 лица поријеклом са Козаре и из Поткозарја и 203 становника српских села западно од славонске Пожеге. Главни организатор злочина био је Вјекослав Макс Лубурић.[166][167]

- 16. август 1942: Стријељање 25 припадника и симпатизера НОП-а, у Руми, осуђених на смртну казну од стране усташког пријеког суда. Међу убијенима било је 9 становника Буђановаца, 3 становника Јаска, 3 становника Великих Радинаца 2 становника Ирига и по један становник Риђице, Раковца, Крчедина, Инђије, Пећинаца, Бешенова, Огара и Стејановца. Публиковани су поименични подаци о страдалима. Сви су били српског поријекла. Најодговорнији за спровођење злочина били су Виктор Томић и Стјепан Блажековић.[168]

- 16. август - 1. септембар 1942: Масовна хапшења српских становника села Голубинци покрај Старе Пазове. Прво хапшење спроведено је 16. августа, затим је услиједило ново хапшење 23. августа, а потом и треће хапшење 1. септембра 1942. Многи ухапшеници су стријељани током љета 1942, у оквиру "Акције Виктор Томић", првенствено у Сремској Митровици. Публикована су имена 63 страдала мушкарца из села Голубинци, ухапшених у овим околностима. Позуната су имена још 7 Голубинчана убијених у атару села, 29. августа 1942.[169]

- 18. август 1942: Убиство 16 српских становника села Корана покрај Слуња. Злочин је почињен у самом селу. Публиковани су подаци о страдалима.[170]

- 19. август 1942: Стријељање 10 комуниста и припадника НОП-а у Вуковару, који су претходно осуђени на смрт од стране усташког пријеког суда. Стријељани су потицали из Сремске Митровице и били су српског и хрватског поријекла. Злочин је извршен на стратишту Дудик. Публиковани су подаци о страдалима. Најодговорнији за спровођење злочина били су Еуген Дидо Кватерник, Виктор Томић и Стјепан Блажековић.[171]

- 19. август 1942: Друго стријељање у Вуковару, 19, августа 1941, када је стријељано 50 лица, од којих су 44 били из Сремске Митровице. Међу стријељанима било је и лица из Белегиша, Бешке, Моровића и Великих Радинаца. Злочин је извршен на стратишту Дудик. Публикована су имена страдалих. Најодговорнији за спровођење злочина били су Еуген Дидо Кватерник, Виктор Томић и Стјепан Блажековић.[172]

- 19. август 1942: Треће стријељање у Вуковару, 19. августа 1941, када је стријељано 50 лица, од којих су 20 били из Лаћарка, 14 из Ирига, 12 из Земуна, 3 из Сремске Митровице, 1 из Кузмина. Злочин је извршен на стратишту Дудик. Публикована су имена страдалих. Најодговорнији за спровођење злочина били су Еуген Дидо Кватерник, Виктор Томић и Стјепан Блажековић.[173]

- 19. август 1942: Масовно хапшење становника сремског села Дивош, у подножју Фрушке горе. Међу ухапшенима био је знатан број жена. Акцију хапшења иницирао је Виктор Томић, а спровео ју је домобрански мајор Мирослав Турковић, усташе и нацификовани Фолксдојчери из суседног села Чалма. Ухапшено је 112 становника Дивоша који су потом спроведени у привремени логор у Винковцима, а потом у логор Јасеновац. Рат је преживјело само 10 ухапшених Дивошана. Публиковани су подаци о страдалима.[174]

- 19. август 1942: Истога дана када и у Дивошу, извршено је масовно хапшење становника сусједног сремског села Чалма. Ухапшено је укупно 114 становника, оба пола. Већина ухапшеника била је српске националности, док су остали били ромске и немачке националности. Акцију хапшења иницирао је Виктор Томић, а спровели су је нацификовани Фолксдојчери из Чалме. Ухапшеници су потом спроведени у привремени логор у Винковцима, одакле су српски ухапшеници спроведени у усташки затвор у Вуковару, а убрзо потом (23. августа) у логор Јасеновац. Публиковани су подаци о ухапшеним лицима.[175]

- 19. август 1942: Масовно хапшење српских мушкараца у селу Буђановци покрај Руме. Ухапшени су сви мушкарци старости између 16 и 40 година (око 200 особа). Акцију хапшења иницирао је Виктор Томић, а спровели су је домобрани. Ухапшеници су потом спроведени у усташки затвор у Руми гдје су задржани око 14 дана. У затвору је задржано 60 Буђановчана, а остали су пуштени кућама. Задржани ухапшеници су потом спроведени у Сремску Митровицу, гдје је спроведена нова класификација: 32 ухапшеника је пуштено кућама, а 30 ухапшеника је задржано. Претпоставља се да је ових 30 становника Буђановаца стријељано у Митровици током септембра 1942, или су убијени у логору Јасеновац. Публиковани су дјелимични подаци о страдалима.[176]

- 19-20. август 1942: Усташка полиција ухапсила око 250 становника Земуна. Већ 20. августа стријељано је 10 комуниста, а током наредних дана знатан број ухапшеника спроведен је у Вуковар и Сремску Митровицу гдје је ликвидиран, крајем августа у Вуковару (укупно 42 лица) и почетком септембра у Митровици. Најодговорнији за спровођење злочина били су Еуген Дидо Кватерник, Виктор Томић.[177]

- 20. август 1942: Убиство 18 становника села Грабовац покрај Слуња. Претходно је 15. августа страдало 96 локалних становника. Публиковани су поименични подаци о страдалима.[178]

- 20. август 1942: Убиство 12 српских становника села Смољанац покрај Слуња. Усташе су убиле укупно 17 становника овог села. Публиковани су поименични подаци о страдалима.[179] Према другим изворима тога дана страдало је 15 локалних становника.[180]

- 20. август 1942: Стријељање 10 припадника КПЈ претежно из Земуна, на локацији Говеђи брод сјеверно од Земуна, у оквиру спровођења репресалија над комунистима. Најодговорнији за овај злочин био је усташки повјереник Виктор Томић. Публикована су имена страдалих.[181]

- 20. август 1942: Масовно хапшење одраслих српских мушкараца у селу Доњи Товарник покрај Руме, у оквиру "Акције Виктор Томић". Ухапшено је 115 Товарничана, старости између 16 и 50 година. Ухапшеници су потом спроведени у привремени логор у Руми, одакле су спроведени у Сремску Митровицу гдје су током септембра учествовали у копању рака за стријељане жртве. Већина Товарничана је потом пуштена кућама. Међутим, рат није преживјело 35 ухапшеника. Претпоставља се да су стријељани у Митровици или су страдали у логору Јасеновац. Сви ухапшеници пребијани су и мучени у митровачкој казнионици од стране усташа. Публиковани су поименични подаци о 19 страдалих Товарничана, ухапшених, 20. августа 1942.[182]

- 20. август 1942: Истога дана када и у Доњем Товарнику, у оквиру "Акције Виктор Томић", извршено је масовно хапшење мушкараца у сусједном сремском селу Огар. Ухапшено је 50 мушкараца који су потом спроведени у логор у Руми, а убрзо потом у казнионицу у Сремској Митровици, гдје су батинани и мучени. Од 50 ухапшеника, 24 су пуштени кућама, а 26 су стријељани. Публиковани су поименични подаци о страдалима.[183]

- 20. август 1942: Масовно хапшење српских и ромских становника села Босут, западно од Сремске Митровице. Хапшење су извршили домобрани и усташе. Похапшени су сви Роми, као и чланови српских породица чији припадници су се налазили у партизанима или су избјегли у Србију. Публикован је списак од 166 Босућана који су 20. августа 1942. депортовани у логор. Овај списак није коначан. У литератури се наводи да је 274 становника Босута отјерано у логор. Похапшени Босућани страдали су у логору Јасеновац.[184]

- 21. август 1942: У усташком затвору у Загребу од посљедица бруталне тортуре умрла или убијена приликом истраге, комунисткиња Драгица Кончар, која је послије рата проглашена за народног хероја.[185]

- 21-25. август 1942: Страдање становника Ирига. Масовно хапшење у Иригу, спроведено је 21-22. августа 1941. Ухапшено је око 140 становника Ирига, под оптужбом да су припадници и помагачи НОП-а. Акцијом је лично руководио Виктор Томић. Ухапшеници су мучени и ислеђивани у усташком затвору у Иригу. Виктор Томић је руководио стријељањем 36 ухапшеника на локацији Касарне покрај Ирига, 24. августа 1941. Потом су 86 становника Ирига спроведени у Вуковар. Од овог броја 46 Ирижана стријељано је на Дудику покрај Вуковара, 25. августа 1941. Један број Ирижана стријељан је касније у Вуковару, а други дио у Сремској Митровици. Публикована су имена страдалих.[186]

- 22. август 1942: Стријељање 43 комуниста и припадника НОП-а у Вуковару, који су претходно осуђени на смрт од стране усташког пријеког суда. Стријељани су потицали из сремских насеља (30 стријељаних потицали су из Земуна, а остали из Старе Пазове, Сурчина, Голубинаца, Бингуле, Ердевика, Батајнице и Сремске Митровице). Публиковани су подаци о страдалима. Најодговорнији за спровођење злочина били су Еуген Дидо Кватерник, Виктор Томић и Стјепан Блажековић.[187]

- 22-24. август 1942: Хапшење становника Сремске Каменице. Локалне усташе су најприје 22. августа ухапсиле 4 становника Каменице, да би 24. августа услиједило хапшење 9 мушкараца. Од 13 ухапшеника 11 су били српске,а 2 хрватске националности. Ухапшеници су спроведени у усташки затвор у Сремским Карловцима гдје су били подвргнути тортури. Следећа хапшења Каменичана извршена су 8-9. септембра када су у Сремским Карловцима ухапшена 3 гимназијска ђака из Каменице, а најмасовније хапшење услиједило је 10. септембра када је ухапшено 127 одраслих српских мушкараца. Овим хапшењем руководио је Виктор Томић. Један дио ухапшеника депортован је у казнионицу у Сремској Митровици, а остали у логор Јасеновац. Каменичани заточени у логору Јасеновац били су потом враћени у Сремску Митровицу, да би након извесног времена, током 1942, били пуштени кућама. Тројица Каменичана убрзо су умрла од посљедица изолације и тортуре. Публикован је списак ухапшеника.[188]

- 22. август - 3. септембар 1942: Страдање српског становништва села Буковац покрај Сремске Каменице, у вријеме њемачко-усташко-домобранске офанзиве на партизане на Фрушкој гори. Најприје је 22. августа 1942, од стране усташа из Сремске Каменице и Сремских Карловаца и нацификованих Фолксдојчера из Буковца, спроведено хапшење у селу. Усташе и нацисти су одабрали 25 ухапшеника, спровели их у Сремске Карловце гдје су их мучили у локалном затвору, да би их потом спровели у Вуковар, гдје је 25. августа 1942. стријељано најмање 16 Буковчана. Остали су највјероватније спроведени у логор Јасеновац. Потом су усташе и нацисти поново упали у Буковац, 24. августа 1942, када су на свиреп начин убили 13 стараца. Село је у потпуности опљачкано. У наредним данима услиједила су хапшења одбјеглих Буковчана у шумама Фрушке горе, при чему је један дио становника стријељан у овим околностима, у шуми. У литератури се наводи да је у овом интервалу ухапшено око 500 становника Буковца. У наредним данима ухапшеници су били изложени тортури у затвору у Сремским Карловцима, одакле их је већи број мушкараца депортован у Сремску Митровицу. Познато је да су Буковчани стријељани у Митровици у два наврата: 4. септембра 1942, када је стријељано 103 становника, и 8. септембра 1942, када је стријељано 45 становника Буковца. Публиковани су поименични подаци о страдалима. Жене и дјевојке из Буковца су задржане у затвору у Сремским карловцима гдје је дио њих подвргнут тортури. Већина је пуштена након мјесец дана, а 32 омладинке су задржане у затвору (7 је касније отјерано у њемачке логоре). Публиковани су поименични подаци о страдалима.[189]

- 23. август 1942: Покољ над око 25 становника сремског села Сусек, источно од Илока. Покољ су извршили усташе из Илока. У наредним данима већи број Сусечана, без обзира на старост и пол отјеран је у Сремску Митровицу, а један дио у логор Јасеновац.[190]

- 23-24. август 1942: Колективна депортација становништва села Грабово на Фрушкој гори, у оквиру усташко-домобранске акције против партизана. Депортацију су спровели домобрани на челу са пуковником Вилком Бегићем. На лицу мјеста убијена су 4 локална становника. Жене и дјеца до 14 година спроведени су у Сремску Митровицу, а потом у привремени логор у Илоку, одакле су пуштене након три недјеље. Одрасли мушкарци (процјене се крећу од 91 до 103 мушкарца) и 3 дјевојке спроведени су у Руму, гдје су ислијеђивани, а потом у Сремску Митровицу. Њихова даља судбина је неизвјесна. Засигурно се зна да је 6 мушкараца из Грабова стријељано у Сремској Митровици 7-8. септембра 1942, а за остале се претпоставља да су такође страдали у Митровици или у логору Јасеновац. Хапшење је успјело да избјегне само 13 млађих мушкараца који су се склонили у шуму. Читаво село је опљачкано. Пљачку су извршили домобрани, усташе и нацификовани Фолксдојчери (из Баноштора). Публиковани су поименични подаци о страдалима.[190]

- 23-24. август 1942: Масовно хапшење и депортација у логор становника Сремске Раче, у оквиру "Акције Виктор Томић", без обзира на старост и пол. Публиковани су подаци о 232 становника села који су депортовани у логор Јасеновац, гдје су страдали. Међу страдалима наведено је 108 дјеце. Ови подаци нису коначни.

- 24. август 1942: Колективно хапшење и депортација српског становништва мјеста Баноштор, на сјеверним падинама Фрушке горе. Хапшење су извршили домобрани под командом пуковника Вилка Бегића, у чему су им помогли локални нацификовани Фолксдојчери из Баноштора. Ухапшеници су разврстани у двије групе. У првој групи налазили су се жене, дјеца и старци, а у другој групи одрасли мушкарци. Прва група депортована је у Сремску Митровицу гдје је боравила данима на отвореном у митровачкој казнионици, да би касније, када су њихови домови били опљачкани, била враћена у село. Друга група (88 мушкараца и 3 дјевојке) спроведена је у оближњи Черевић гдје је ислијеђивана, да би потом била спроведена у Сремску Митровицу гдје је стријељана током септембра. Најодговорнији за страдање становништва Баноштора били су Вилко Бегић и Виктор Томић.[191]

- 24-25. август 1942: Колективно хапшење и депортација српског становништва Черевића, између Илока и Петроварадина, на Дунаву. Хапшење су извршили домобрани под командом пуковника Вилка Бегића, у чему су им помогли локални нацификовани Фолксдојчери и локалне усташе из Баноштора и Черевића. Из масе ухапшених одвојено је 30 мушкараца који су депортовани у Сремску Митровицу гдје су стријељани септембра 1942. Жене су пуштене кућама,а ли су неке од њих касније депортоване у усташке логоре. након неколико дана усташе из Илока на обали Дунава убиули су 30-ак становника Черевића. Публиковани су подаци о 41 страдалом становнику Черевића, убијеном у љето 1942, међу којима је било 16 жена.[192]

- 25. август 1942: Стрељање 13 припадника и помагача НОП-а у Вуковару, на стратишту Дудик. Међу стрељанима 8 је потицало из села Купиново у Срему, 3 из села Војка, а 3 из села Голубинци, покрај Старе Пазове. Публиковани су подаци о стрељанима. Најодговорнији за овај злочин били су Виктор Томић и Стјепан Блажековић.[193]

- 25. август 1942: Друго стријељање у Вуковару, 25. августа 1942, када је стријељано 50 лица, осумњичених за помагање НОП-у, од којих су 14 били из Ирига, 10 из Визића, 7 из Војке, 6 из Белегиша, 3 из Голубинаца, 2 из Руме, 2 из Нових Карловаца, 1 из Стејановаца, 1 из Јамене, 1 из Великих Радинаца, 1 из Сурдука. Злочин је извршен на стратишту Дудик. Публикована су имена страдалих. Најодговорнији за спровођење злочина били су Еуген Дидо Кватерник, Виктор Томић и Стјепан Блажековић.[172]

- 25. август 1942: Треће стријељање у Вуковару, 25. августа 1942, када је стријељано 40 лица из Ирига, осумњичених за помагање НОП-у. Злочин је извршен на стратишту Дудик. Публикована су имена страдалих. Најодговорнији за спровођење злочина били су Еуген Дидо Кватерник, Виктор Томић и Стјепан Блажековић.[194]

- 25. август 1942: Четврто стријељање у Вуковару, 25. августа 1942, када је стријељано 50 лица из различитих сремских мјеста, осумњичених за помагање НОП-у. У том наврату стријељано је 12 лица из Буковца, 7 из Батајнице, 7 из Купинова, 7 из Кузмина, 3 из Сремске Раче, 3 из Лаћарка, 4 из Сремске Митровице, 2 из Ирига, 2 из Илока, 1 из Черевића, 1 из Визића, 1 из Борова, 1 из Перлеза, 1 из Крчедина, 1 из Сремских Карловаца. Злочин је извршен на стратишту Дудик. Публикована су имена страдалих. Најодговорнији за спровођење злочина били су Еуген Дидо Кватерник, Виктор Томић и Стјепан Блажековић.[195]

- 25. август 1942: Стријељане 32 становника села Остојићи и Горњи Жировац (котар Двор на Уни) у склопу усташко-домобранске офанзиве на слободну партизанску територију Баније. Претхдно, почетком офанзиве, усташе су убиле 10-ак млађих становника села, а 17 су спровели у логоре.[196]

- 26. август 1942: Депортација 167 лица из усташког затвора у Вуковару у логор Јасеновац Већина ових лица биле су жене, а међу 167 депортираца налазило се и 26 дјеце, укључујући и њеихове мајке. Ова лица потицала су из различитих мјеста у Срему (Сремска Митровица, Ириг, Земун, Војка, Буковац, Прогар, Кузмин, Нови Карловци, Нови Сланкамен, Велики Радинци, Черевић, Визић, Сремска Рача, Крчедин, Бешка, Јазак, Сурдук, Голубинци, Сремски Карловци, Батајница, Стари Бановци, Босут. Скоро сви су страдали у логору. Публиковани су поименични подаци о страдалима. Најодговорнији за њихово страдање били су Еуген Дидо Кватерник и Виктор Томић.[197]

- 26. август 1942: Страдање становника села Лежимир на Фрушкој гори, у оквиру њемачко-усташко-домобранске акције против партизана. Најприје је у селу убијено 10 старијих становника, а потом у оближњим шумама додатних 29 становника. У логор Јасеновац, августа 1942, отјерано је 156 становника Лежимира, без обзира на старост и пол. Побликовани су подаци о страдалима.[198]

- 27. август 1942: Злочин над становништвом села Доње Вуковско покрај Купреса. Једна колона од око 400 усташа, подржана артиљеријом и авијацијом, успјела је да продре у Доње Вуковско, одбацивши дијелове 4. батаљона 4. црногорске бригаде и вод Вуковске чете Купрешког батаљона, при чему је опљачкала и попалила село, док је у засеоку Катанићима извршила масакр над становништвом. Усташе су до темеља спалиле Доње Вуковско, отјерале сву стоку и поклале 75 особа (жене, дјецу и старце). Све лешеве су затим запалили на ломачи.[199]

- 27-28. август 1942: Хапшење избјеглог српског становништва села Лединци, у шумама Фрушке горе, приликом њемачко-усташко-домобранске офанзиве на партизане у Срему. Похватане жене, дјеца и старци су пуштени кућама, а одрасли мушкарци су спроведени у усташки затвор у Сремским Карловцима, гдје су подвргнути тортури. Из Карловаца је у Сремску Митровицу депортовано 118 Лединчана који су стријељани 4. и 8. септембра 1942. Публикована су имена страдалих.[200]

- 27. август - 1. септембар 1942: Стријељање 8 сарадника НОП-а, грађана Загреба хрватске националности, у Загребу. Публиковани су поименични подаци о страдалима.[201]

- 28. август 1942: Хапшење избјеглог српског становништва села Раковац, у шумама Фрушке горе, приликом њемачко-усташко-домобранске офанзиве на партизане у Срему. Похватане жене, дјеца и старци су пуштени кућама, а дио одраслих мушкарци су спроведени у усташки затвор у Сремским Карловцима, гдје су подвргнути тортури. Из Карловаца је у Сремску Митровицу депортовано 33 Раковчана који су стријељани 4. и 8. септембра 1942. У самом селу фашисти су убили 9 становника, укључујући 2 дјеце. Публикована су имена страдалих. Око 40 Раковчана и Лединчана је пуштено из затвора у карловцима, на интервенцију Јосипа Суића, инжењера у руднику Раковац.[202]

- 28-29. август 1942: Масовно хапшење српских мушкараца у Шиду од стране усташа. Ухапшено је 137 особа. Хапшењем у Шиду руководио је Виктор Томић. Похапшени Шиђани спроведени су у локални затвор гдје су мучени, а затим су депортовани у Сремску Митровицу (сем 15 жена и дјечака који су пуштени) гдје су стријељани 30. августа 1942. Један Шиђанин (Стеван Маријан) успио је побјећи са стријељања. Међу стријељаним Шиђанима у Митровици био је и познати сликар Сава Шумановић. Виктор Томић је учествовао у мучењу и пребијању затвореника у Шиду. Еуген Дидо Кватерник и Виктор Томић присуствовали су стријељању Шиђана у Митровици. Постоје подаци да је Еуген Дидо Кватерник лично убијао у Сремској Митровици. Публикована су имена 121 страдалог становника Шида.[203]

- 29. август 1942: Убиство 7 српских становника села Голубинци покрај Старе Пазове. Злочин је извршен у пољу и виноградима у околини села. Публиковани су подаци о страдалима.[204]

- 29-30. август 1942: Масовно хапшење становника Сремске Митровице. Акцијом хапшења руководио је Виктор Томић. Ухапшено је преко 100 лица српске националности, оба пола, под оптужбом да су симпатизери и помагачи НОП-а, иако су ова лица ухапшена због етничког поријекла. Већина ухапшеника стријељана је од 2- до 9. септембра 1942. у Сремској Митровици.[205]

- 30. август 1942: Убиство 66 становника села Грабовац покрај Слуња. Претходно 15. и 20. августа страдало је 114 локалних становника. Публиковани су поименични подаци о страдалима.[206]

- 30. август 1942: Убиство 7 лица српске националности из села Јамарје покрај Слуња. Злочин је почињен клањем у селу Дрежник покрај Слуња. Публиковани су поименични подаци о страдалима.[129]

- крај августа 1942: Хапшење већег броја становника села Свилош у Срему, источно од Илока. Према публикованим поименичним подацима, 55 становника свилоша убијено је током септембра 1942. у Сремској Митровици. Хапшење Свилошана извршили су усташе и домобрани.[207]

- крај августа 1942: Хапшење становника села Манђелос, сјеверно од Сремске Митровице, у оквиру фашистичке офанзиве против партизана на Фрушкој гори. Хапшење је спровео њемачки Wехрмацхт. Публикована су имена 68 становника Манђелоса који су стријељани од стране усташа у Сремској Митровици, крајем августа или почетком септембра 1942. Међу убијенима било је 12 жена.[208]

- крај августа 1942: Стријељање 19 становника села Лаћарак, покрај Сремске Митровице. Хапшење су спровели локални нацификовани Фолксдојчери, а стријељање су извршили усташе у Вуковару.[209]

## Септембар 1942.
- 1. септембар 1942: Колективна депортација становника села Бенковац Окучански и Цаге (котар Нова Градишка) у фашистичке логоре. Села су спаљена и опљачкана, а становништво депортовано у Стару Градишку. Седморо становника Цага је стрељано на лицу мјеста. Након неколико дана, одрасле и радно способне мушкараце Нијемци су одвојили у Старој Градишки и транспортовали их у радне логоре у Немачкој. Старији становници су побијени у околини Старе Градишке, а дјеца су транспортована у логор Сисак, гдје су многа помрла, док је дио жена побијен у логору Стара Градишка, а остатак је такође транспортован у Немачку. У логорима Јасеновац и Стара Градишка страдало је 67 становника Бенковца и 47 становника Цага.[210]

- 1. септембар 1942: Хапшења дијела преосталих Срба у Новој Градишки, оба пола. Ухапшено најмање 76 лица који су потом транспортовани у Стару Градишку, а касније у Јасеновац, гдје их је већина убијена (преживјело је само 9 особа).[211]

- почетак септембра 1942: Колективна депортација становника ромског села Капетаново Село, у близини Сухопоља (котар Вировитица) у логор Јасеновац. Рат је преживјело само троје људи из насеља. Процјењује се да је у Јасеновцу убијено преко 100 ромских становника овог села.[212]

- 3. септембар 1942: Убиство 16 српских становника Дрежник Града покрај Слуња. Злочин су починиле усташе из Дрежника. Публиковани су поименични подаци о жртвама.[213]

- 3. септембар 1942: Хапшење 15 Јевреја у Цазину. Ријеч је о цазинским и протјераним бихаћким Јеврејима. Претходног дана, приликом партизанског упада у Цазин, са партизанима је кренуло 7 локалних Јевреја. Ухапшени Јевреји су спроведени од стране усташа у војни логор у Жегару, покрај Бихаћа и потом побијени. Усташе су поштедјеле породицу др Изидора Левија. Ову породицу са укупно 6 чланова ослободили су партизани приликом ослобођења Цазина, 6. новембра 1942, када су преостали цазински Јевреји кренули са партизанима. Публиковани су подаци о страдалима.[214]

- 3. септембар 1942: Стријељање 12 становника Купинова у Сремској Митровици. Становници Купинова су похапшени крајем августа 1942.[215]

- 3-4. септембар 1942: Хапшење становника Илока. Хапшење је спровео Иван Вркљан, заменик Виктора Томића. Ухапшено је око 50 особа, претежно српске националности. Међу ухапшеницима било је и десетак лица хрватске националности. Ухапшени су 4. септембра депортовани у казнионицу у Сремској Митровици, да би у наредним данима били стријељани.[216]

- 7-8. септембар 1942: Масовно хапшење српских и ромских становника сремског села Вишњићево (тада: Грк), у контексту "Акције Виктор Томић". Хапшење су извршили домобрани и усташе. Публиковани су поименични подаци о 354 страдала становника Вишњићева, а који су ухапшени септембра 1942. Међу страдалима било је 132 особе ромске националности, међу којима је био велик број жена и дјеце. За вишњићевачке Роме се истиче да су страдали у логорима Јасеновац и Стара Градишка, а за страдале локалне Србе наводи се да су стријељани у Сремској Митровици или су страдали у Јасеновцу. Публиковани су поименични подаци о страдалима.[217]

- 8. септембар 1942: Масовно хапшење српских и ромских становника сремског села Јамена, у контексту "Акције Виктор Томић". Хапшење су извршили домобрани и усташе. Слично хапшење спроведено је 17. септембра. Публиковани су поименични подаци о 284 ухапшена српска становника Јамене, међу којима је био велик број жена, и подаци о 115 ромских ухапшених становника овог мјеста, међу којима су већина били жене и дјеца. Према овим подацима, међу ухапшеним Ромима било је 40 дјеце. Јаменачки Роми су сви побијени у логору Јасеновац.[218]

- 8-9. септембар 1942: Хапшење 38 становника Петроварадина. Већина ухапшених била је српског поријекла, а међу ухапшеницима било је неколико особа хрватског и њемачког поријекла. Ухапшеници су потом депортовани у Сремску Митровицу, а затим у логор Јасеновац, одакле су пуштени током 1942. У логору је страдала једна жена из Петроварадина. Претпоставља се да су за заточене суграђане интервенисали локални Хрвати који су се налазили у структурама власти у Петроварадину.[219]

- 9. септембар 1942: Стријељање 43 лица претежно српске националности у Сремској Митровици. Тога дана у Митровици је стријељано 28 становника Земуна, 4 Лаћарка, 3 из Нових Карловаца, 2 из Војке, 2 Визића, 1 Чортановаца, 1 из Стејановаца и 1 лице чије мјесто пребивања није наведено. Ликвидацијом је руководио Виктор Томић. Публиковани су подаци о страдалима.[220]

- 9. септембар 1942: Хапшење 30 српских мушкараца у селу Адашевци покрај Шида, у оквиру "Акције Виктор Томић". Након неколико дана у селу су ухапшене 4 жене. Претпоставља се да су ухапшеници стријељани у Сремској Митровици. Публиковани су поименични подаци о ухапшеним лицима.[221]

- 9-10. септембар 1942: Масовно хапшење српских мушкараца у Сремским Карловцима, у оквиру "Акције Виктор Томић". Ухапшено је око 500 особа које су потом депортоване у Сремску Митровицу, а одатле у логор Јасеновац, одакле је највећи број Карловчана пуштен кућама. Међутим, 20 Карловчана убијено је у Јасеновцу. Публиковани су спискови ухапшених и страдалих Карловчана.[222]

- 10. септембар 1942: Хапшење 42 становника сремског села Крчедин покрај Инђије. Ухапшеници су спроведени у Сремску Митровицу, гдје су издвојена 6 очева чији синови су били у партизанима и 6 активних припадника НОП-а. Они су стријељани у Митровици током наредних дана. Остатак Крчединаца депортован је у логор Јасеновац, одакле су пуштени након краћег раздобља. Публикована су имена страдалих и ухапшених становника Крчедина.[223]

- 11. септембар 1942: Депортовање 4 комуниста бошњачке националности из Бихаћа у логор Јасеновац, од којих су двојица убијени у овом логору. Публикована су имена страдалих.[224]

- 15. септембар 1942: Страдање српског становништва котара Слуњ. Усташе су у Цетинграду 15. септембра 1942. убиле 38 становника Подцетина, 22 становника Делић Пољане, 22 становника Кука, 34 становника Комесарца, 8 становника Средњег Села. Већина убијених били су жене и дјеца. Међу убијенима било је 18 дјеце из Подцетина, 8 из Делић Пољане, 13 из Кука, 19 из Комесарца, 5 из Средњег Села. Публиковани су поименични подаци о страдалима.[225]

- 19-29. септембар 1942: Усташки покољ над становништвом села Јошан покрај Удбине, догодио се у другој половини септембра 1942. Према подацима историчара Гојка Везмара, усташе су у овом селу 28. септембра 1942. убиле 211 лица, махом жена, дјеце и стараца, док је село спаљено. Публикован је дио поименичних података о страдалима.[226] Према подацима историчара Ђуре Затезала, покољ у селу Јошан имао је двије етапе. Најприје су 19. септембра 1942. усташе убили клањем и спаљивањем 289 житеља села Јошан. Потом су 29. септембра убили још 49 житеља, што укупно чини 338 жртава.[227]

- 26. септембар 1942: Стријељање 5 чланова и симпатизера КПЈ/КПХ, грађана Загреба хрватске националности, у Загребу. Могуће је да је стријељање извршено и нешто раније. Публикована су имена страдалих.[228]

## Октобар 1942.
- 11. октобар 1942: Покољ у Кукуњевцу, селу између Новске и Липика, у Славонији. Тога дана усташе су побиле око 650 локалних српских становника, 30 словеначких депортираца које су Нијемци протјерали из Словеније 1941, као и око 120 становника Поткозарја који су у љето 1942. депортовани у логоре, а потом једним дијелом у српска села у Славонији.[41]

- 12. октобар 1942: Колективно хапшење и депортација становника села Црквени Бок, Стрмен и Ивањски Бок, покрај Суње, на Банији, без обзира на старост и пол, у логор Јасеновац, од стране јасеновачких усташа под руководством Љубе Милоша. У логор је депортовано око 1.000 људи. Током хватања и депортације становништва ова три села, усташе су убиле 29 лица. Житељи Црквеног Бока, Ивањског Бока и Стрмена пуштени су из логора на интервенцију војног представника Трећег рајха у Загребу, Глаисе вон Хорстенауа, јер су становници ова три села имали обавезу да снабдевају немачку војску намирницама. Усташе су много пута упадале у ова села и након повратка становника из логора. Увијек би ови упади резултирали смрћу најмање једног лица. Ово је доводило до одласка одраслих мушкараца у партизане. Највеће страдање забиљежено је 1944. Усташе из Јасеновца, према публикованим подацима, убиле су 716 мјештана Црквеног Бока, Ивањског Бока и Стрмена, док је у партизанима погинуло 103 становника.[229][230]

## Новембар 1942.
- 4. новембар 1942: Усташко редарство из Бања Луке упутило у логор Јасеновац већи број особа претежно српске националности са подручја котара Босанска Градишка. У пропратном извјештају наводе се имена 51 лица. Постоје индиције да је 7 лица ослобођено и да можда нису упућени у логор. Депортирци су потицали из слиједећих насеља: Босанска Градишка, Ламинци, Бок Јанковац, Машићи, Романовци, Кочићево, Турјак, Рогољи, Берек, Елезагићи, Дубраве.[231]

- 9. новембар 1942: Стријељање 2 комунисткиње, становнице Загреба хрватске националности, у Загребу.[232]

## Децембар 1942.
- 3. децембар 1942: Усташки покољ над становништвом села Висућ покрај Удбине у Лици. Тога дана усташе су у овом селу убиле 85 лица, укључујући и 17 становника села Јошан који су се склонили у Висућ након покоља у њиховом селу и спаљивања њихових кућа. Публиковани су поименични подаци о страдалима.[233][234]

- 14. децембар 1942: Убиство 26 становника села Комић покрај Удбине. Публиковани су поименични подаци о страдалима. Почетком године, 25. марта 1942, у Комићу је убијено 13 локалних становника, без обзира на старост и пол. Претходне године, 1. августа 1941, убијено је 19 сеоских мушкараца.[235]